# Guillermo Portabales
José Guillermo Quesada Castillo, más conocido como Guillermo Portabales (Rodas, Cuba, 6 de abril de 1911 - San Juan, Puerto Rico, 25 de octubre de 1970), fue un compositor y guitarrista cubano que popularizó entre los años treinta y sesenta la guajira, un estilo cubano de música campesina. Sus lánguidas, melancólicas y líricas guajiras, así como su estilo elegante de cantar lo hicieron popular en toda América Latina.

## Biografía
A los once años, Portabales comenzó a trabajar como asistente en una imprenta en Cienfuegos. En 1928, hizo su debut en la estación de radio CMHI, y de ahí en adelante dividió su tiempo entre su trabajo como ayudante de impresor y su oficio de cantante.
En sus comienzos, Portabales interpretaba diferentes estilos de canciones como tango, bolero y son, hasta que descubrió que sus oyentes disfrutaban más con sus guajiras. Fue refinando el estilo y lo denominó guajira de salón. De esta forma interpretó temas bucólicos de la vida del campesino cubano o guajiro, como se le llama. Portabales cantaba y tocaba guitarra, y se acompañaba de bajo, percusión y una guitarra, que hacia las veces de requinto. Su guajira resultaba una exquisita mezcla rítmica con elementos de bolero y son. 
Portabales va a Puerto Rico en 1937 y le gusta tanto que permanece por dos años, realizando presentaciones en radio, clubes y teatros. En 1939, se casa con la periodista puertorriqueña Arah Mina López, con la que retorna a Cuba ese mismo año.
Por muchos años, Portabales realizó numerosas giras por Colombia, Venezuela, Ecuador, Perú, Panamá, Nueva York y Tampa.
Ya en La Habana, Portabales realizó presentaciones en vivo con el Trío Matamoros. En 1953, finalmente se instaló en Puerto Rico, desde donde siguió grabando, realizando presentacioes y giras al exterior. El triunfo de la revolución cubana lo encuentra radicado desde años en Puerto Rico y, aunque realizó grabaciones en 1960 en Cuba, asumiría una postura crítica con el régimen revolucionario expresada en términos discretamente poéticos.
Portabales murió trágicamente en San Juan, Puerto Rico, el 25 de octubre de 1970, a consecuencia de un accidente automovilístico.

## Grabaciones
Sus primeras grabaciones se encuentran reeditadas en el disco compacto Guillermo Portabales. El creador de la guajira de salón 1937-1943. Al vaivén de mi carreta (Tumbao TCD 084). También existe la grabación Guillermo Portabales. El carretero (World Circuit WCD 023),  donde se incluye material de tres diferentes sesiones en los años sesenta.

## Estilo y legado
Su repertorio, en un principio muy amplio, más tarde se especializó en lamentos y guajira-son unidos con un poco de guaracha. Con su forma dulce de interpretación creó el género guajira de salón. Su estilo fue un reflejo del lado español del criollo en contraste con otros trovadores cubanos del siglo XX. Su música viene directamente de la tradición de los viejos campesinos de origen hispano, los guajiros.
Aunque como compositor no tuvo la trascendencia de su coterráneo Ñico Saquito, las composiciones de Portabales presentan una excelente calidad y siguen siendo populares hoy día. Cuatro de sus más notables canciones son: "El carretero", "Nostalgia guajira", "Cuando salí de Cuba" y "Cumbiamba". Su voz y su técnica como guitarrista se perfeccionaron sustancialmente con el paso de los años. La calidad de su voz, su pureza y sutil evocación de emociones así como su calidad instrumental fueron una influencia importante en la nueva generación de músicos.